# Turris babylonia
Turris babylonia (nomeada, em inglês, Babylon turrid ou Tower turrid) é uma espécie de molusco gastrópode marinho do gênero Turris e sua espécie-tipo, pertencente à família Turridae; classificada em 1758 e descrita por Carolus Linnaeus, como Murex babylonius, em seu Systema Naturae.

## Descrição da concha
Concha de até 10 centímetros de comprimento, mas comumente com até 7 centímetros, de coloração branca a amarelada, com manchas em castanho-escuro, ou quase negro, sobre cordões em relevo. Espiral alta e cônica, em forma de torre; incluindo uma reentrância na parte superior de seu lábio externo. Canal sifonal alongado.

## Habitat e distribuição geográfica
Turris babylonia ocorre na zona nerítica rasa, entre rochas e areia, no oeste do oceano Pacífico e leste do Índico (no Indo-Pacífico); do Paquistão, Índia e Sri Lanka às Filipinas; e ao norte, para o Japão, e ao sul, para a Indonésia.